# La Brigade des rêves
 (octobre 2019).
La Brigade des rêves (Midnight Patrol: Adventures in the Dream Zone) est une série d'animation américano-britannique en 13 épisodes de 22 minutes produite par Hanna-Barbera, en collaboration avec Sleepy Kids PLC, diffusée entre le 1er septembre et le 24 novembre 1990.
En France, la série est diffusée en 1991 sur Canal+ dans Canaille Peluche, ensuite à partir de mars 1995 sur Canal J, puis à partir du 4 septembre 1996 sur TF1 dans l'émission Salut les toons.

## Fiche technique
- Titre original : Midnight Patrol: Adventures in the Dream Zone
- Titre français : La Brigade des rêves
- Réalisation : Don Lusk
- Musique : Michael Tavera
- Société de productions : Hanna-Barbera Productions
- Pays d'origine : États-Unis et Royaume-Uni
- Nombre d'épisodes : 13 épisodes
- Durée : 22 minutes

## Distribution

### Voix originales
- Clive Revill : Potsworth
- George Lemore : Carter
- Elisabeth Harnois : Rosie
- Janice Kawaye : Keiko
- Whitby Hertford : Nick
- Hamilton Camp : le grand dormeur (The Grand Dozer)
- Rob Paulsen : le Prince Cauchemar (Nightmare Prince)
- Frank Welker : Murphy

### Voix françaises
- Gérard Dessalles : Potsworth
- Jackie Berger : Carter
- Aurélia Bruno : Rosie
- Annabelle Roux : Keiko
- Jean-Claude Donda : Murphy, voix secondaires

## Liste des épisodes
1. La nuit des punaises géantes (Night of the BedBugs)
2. Le grand dormeur est somnambule (The Dozer Walks Among Us)
3. Le roi Potsworth (King Potsworth)
4. Le miroir magique (The Nightmirror)
5. Le superviseur (When Bubba Rules)
6. Et le rêve devint réalité (Nick's Super Switch)
7. Le grand dormeur est insomniaque (Dozer Quest)
8. La petite fille modèle d'un jour (Rosie's Extra Sweet Day)
9. Rosie baby sitter (I Was a Teenage Babysitter)
10. La baleine à souhaits (The Wishing Whale)
11. L'enlèvement du père Noël (Santa-Napped)
12. Pierre qui roule prend des vacances (Save the Cave)
13. Rosie attrape le moquus gravitus (Rosie's Fuss Attack)